# Luca Tiezza
Luca Tiezza (28 aprile 1981) è un ex sciatore alpino italiano.

## Biografia
Originario di Corvara in Badia e attivo in gare FIS dal dicembre del 1996, Tiezza esordì in Coppa Europa il 12 dicembre 2000 ad Alleghe in slalom gigante, senza completare la prova; ai successivi Mondiali juniores di Verbier 2001 vinse la medaglia d'argento nella combinata. In Coppa Europa conquistò l'unico podio il 21 dicembre 2004 a Špindlerův Mlýn in slalom speciale (3º), mentre in Coppa del Mondo disputò 9 gare, tutti slalom speciali (il primo il 22 dicembre 2004 a Flachau, l'ultimo il 28 gennaio 2007 a Kitzbühel), senza portarne a termine nessuna. Si ritirò al termine della stagione 2007-2008 e la sua ultima gara fu lo slalom speciale dei Campionati italiani 2008, disputato il 30 marzo a Bardonecchia e chiuso da Tiezza al 9º posto; in carriera non prese parte a rassegne olimpiche o iridate.

## Palmarès

### Mondiali juniores
- 1 medaglia:
  - 1 argento (combinata a Verbier 2001)

### Coppa Europa
- Miglior piazzamento in classifica generale: 45º nel 2007
- 1 podio:
  - 1 terzo posto

### Campionati italiani
- 2 medaglie[1]:
  - 1 argento (combinata nel 2001)
  - 1 bronzo (combinata nel 2005)